# Oratorio di San Giovanni Battista (Urbino)

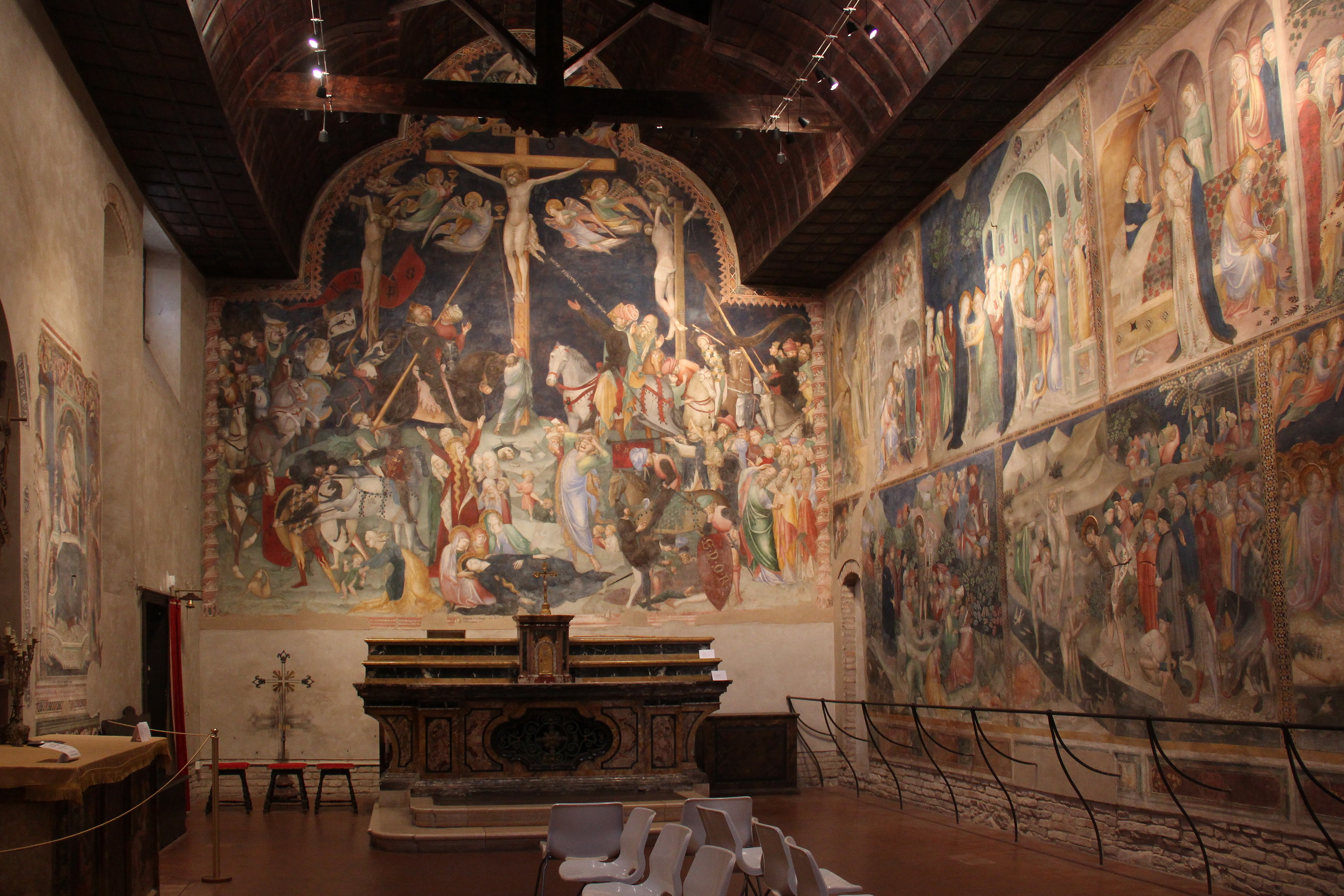
L'oratorio all'interno

L'oratorio di San Giovanni Battista, di Sant'Antonio Abate e di San Giacomo Apostolo si trova ad Urbino in via Barocci, sotto alla fortezza Albornoz, ed è uno dei principali monumenti cittadini.

## Storia
Le prime notizie dell'oratorio risalgono al 1365, anno in cui il Capitolo Lateranense concesse ad un membro della confraternita di san Giovanni Battista, Ugolino Finelli, la costruzione dell'oratorio presso il sito in cui si trovava un ospedale per la cura degli infermi e l'accoglienza dei pellegrini, come risulta da un documento conservato nell'archivio della cancelleria di Urbino. La costruzione fu terminata nel 1393, come si evince da un altro documento nell'archivio della confraternita. All'inizio del secolo successivo, entro il 1416, l'oratorio si dotò di affreschi su tutte e quattro le pareti interne. All'inizio del XX secolo fu rifatta la facciata in stile neogotico.
Alla Confraternita furono unite anche quelle di San Giacomo apostolo, nella prima metà del XIX secolo, e di Sant'Antonio abate, negli anni venti del XX secolo, in seguito all'abbattimento dell'Oratorio di quest'ultima confraternita a Borgo Mercatale.

## Descrizione
La facciata esterna è stata oggetto di un restauro radicale in stile neogotico agli inizi del XX secolo, su progetto di Diomede Catalucci.
All'interno è possibile ammirare, sotto l'originaria volta lignea a carena di nave, un imponente ciclo d'affreschi, rappresentante la Crocifissione di Cristo, nella parete dietro l'altare maggiore, e le Storie della vita di san Giovanni Battista lungo la parete laterale destra (porzione ben conservata), capolavoro firmato dai fratelli Lorenzo e Jacopo Salimbeni da San Severino Marche, terminato dagli stessi artisti nel 1416. Il ciclo di affreschi è in stile gotico fiorito o gotico internazionale ed è uno dei migliori esemplari di questo stile in tutte le Marche.
Sulla parete posteriore si trovano ancora scene della vita del santo, ma sono così lacunose da rendere difficile la lettura sia del soggetto che dell'artista. Lungo la parete laterale sinistra si trovano ancora due affreschi della vita del santo di Antonio Alberti da Ferrara e, nel registro inferiore, il san Giovanni Battista di un pittore marchigiano ignoto di fine Trecento, il beato Pietro Spagnoli dei fratelli Salimbeni, la Madonna col Bambino tra i Santi Giovanni Battista e Giovanni Evangelista e la Madonna col Bambino tra i Santi Sebastiano e Giovanni Battista degli stessi artisti e, nel mezzo, il Battesimo di Cristo di un ignoto artista quattrocentesco marchigiano.
Sotto l'altare maggiore si trovano anche le spoglie del beato Pietro Spagnoli, che visse gli ultimi anni della sua vita al servizio dell'annesso ospedale e che qui morì nel 1415.